# تشارلز أوبراين
تشارلز أوبراين (19 مايو 1921 بسيدني في أستراليا - 15 ديسمبر 1980) (بالإنجليزية: Charles O'Brien)‏ هو لاعب كريكت أسترالي.

## وصلات خارجية
- تشارلز أوبراين على موقع إي آس بي آن كريك إنفو (الإنجليزية)